# Pfarrkirche Bad Waltersdorf

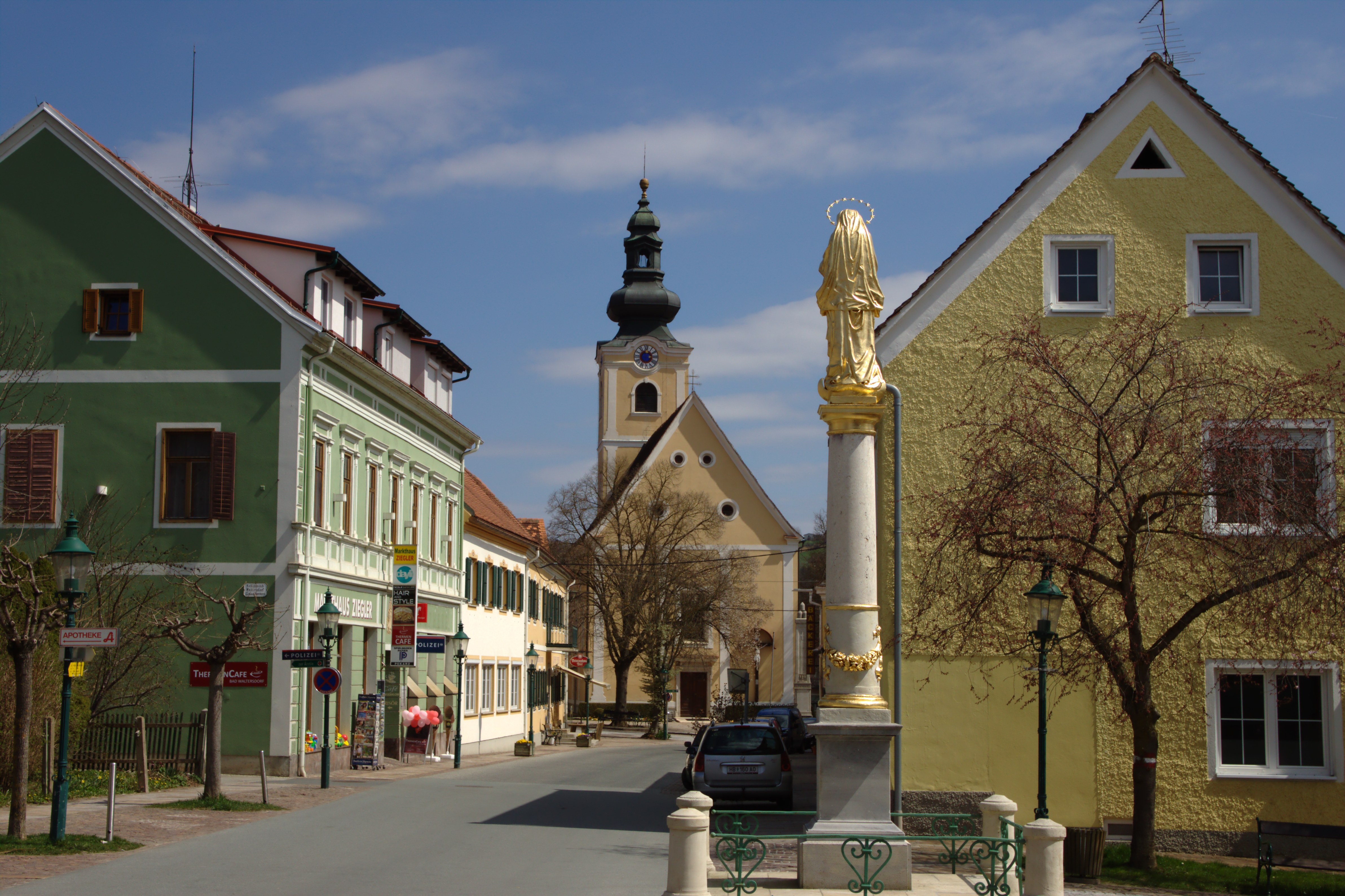
Katholische Pfarrkirche hl. Margarethe in Bad Waltersdorf

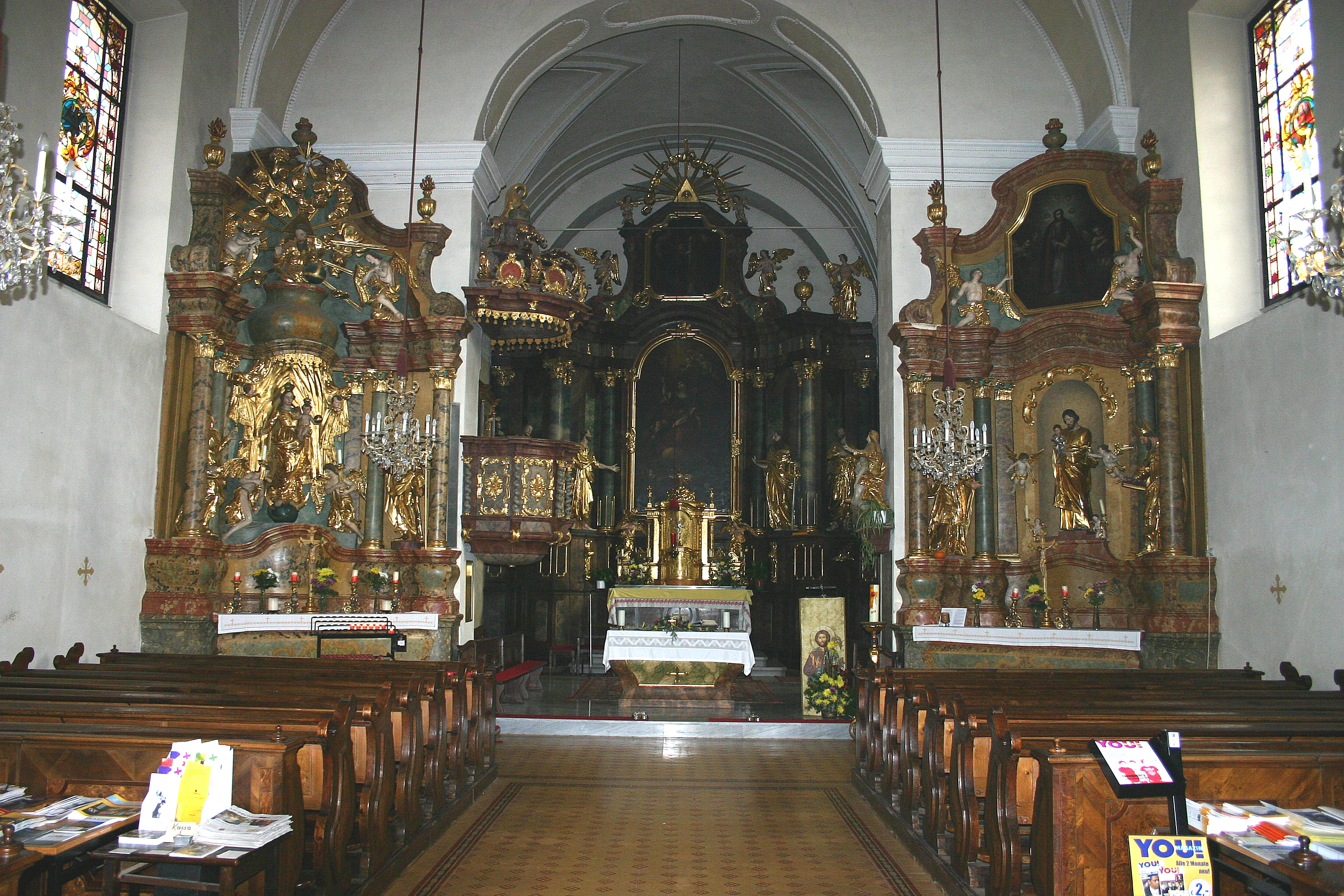
Langhaus, Blick zum Chor

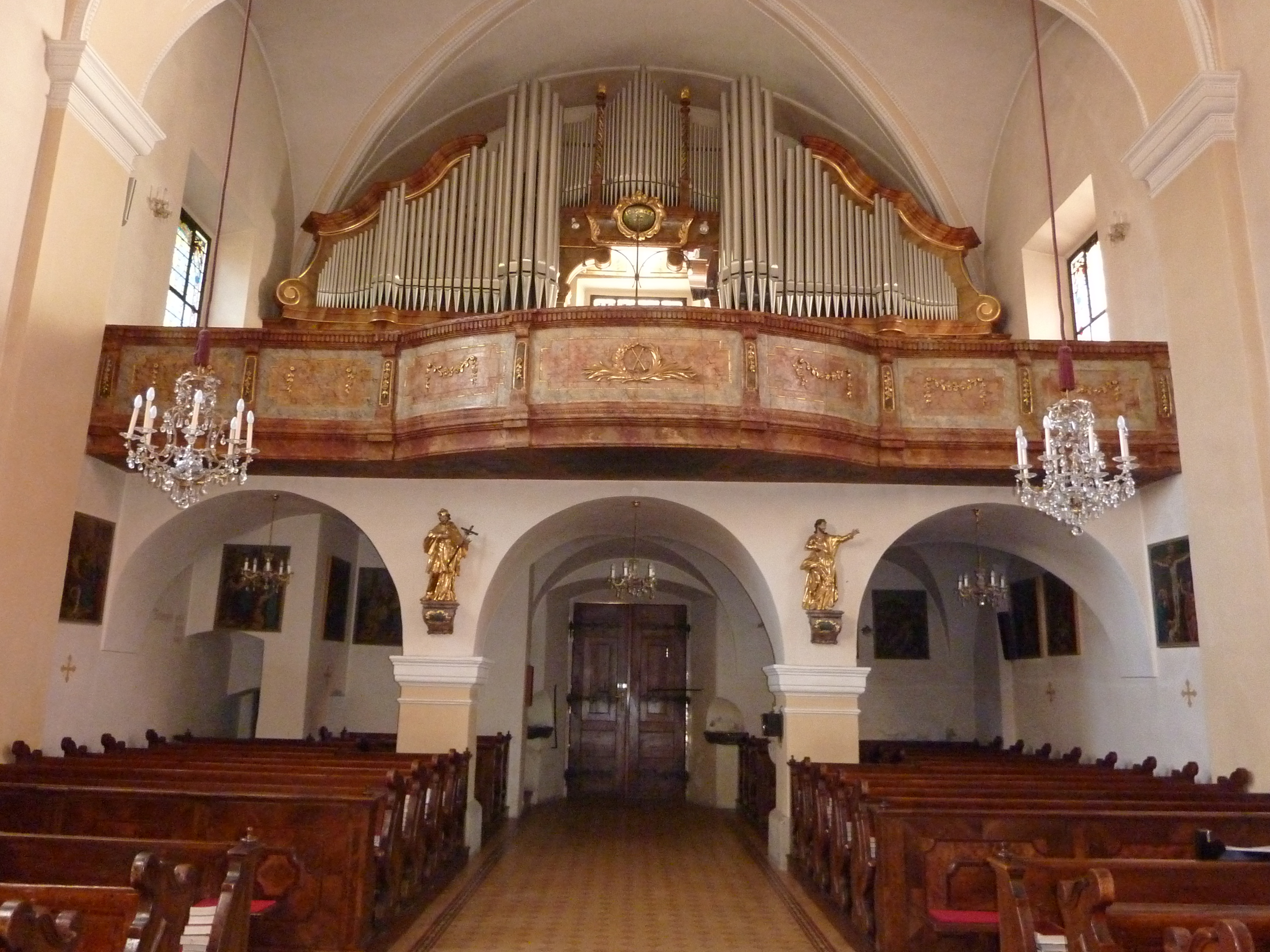
Langhaus, Blick zur Orgelempore

Die römisch-katholische Pfarrkirche Bad Waltersdorf steht in der Marktgemeinde Bad Waltersdorf im Bezirk Hartberg-Fürstenfeld in der Steiermark. Die dem Patrozinium der hl. Margarethe unterstellte Pfarrkirche gehört zur Region Oststeiermark (Dekanat Waltersdorf) in der Diözese Graz-Seckau. Die Kirche steht unter Denkmalschutz (Listeneintrag).

## Geschichte
Eine Pfarre wurde 1170 urkundlich genannt.
Die alte Kirche wurde mehrmals zerstört. Der Neubau der Kirche erfolgte von 1689 bis 1690 nach den Plänen des Domenico Orsolino. Der Turm wurde von 1694 bis 1697 durch Peter Moser erbaut. 1782 wurde die Fassade neu gegliedert. 1970 fand eine Restaurierung statt.

## Architektur
Die Kirche als schlichter Außenbau mit einer hohen Giebelfront hat östlich einen Turm mit einem gegliederten Zwiebelhelm.
Das Kircheninnere zeigt ein dreijochiges Langhaus mit Stichkappentonnen auf Gurten auf flachen Wandpfeilern, die Konturen der Gewölbeteile sind stuckiert. Die Orgelempore ist dreiachsig. Der eingezogene quadratische Chor hat Kreuzgewölbe, der Chor ist umgeben von der Sakristei und Oratorien.

## Einrichtung
Die Einrichtung entstand in der ersten Hälfte des 18. Jahrhunderts. Der Hochaltar aus 1721 zeigt das Hochaltarbild der hl. Margarethe und trägt einen Tabernakel aus dem Ende des 18. Jahrhunderts. Die Seitenaltäre entstanden 1723 und 1732. Die Kanzel entstand um 1740.
Das Taufbecken mit einem Pfeifenmuster entstand im Ende des 17. Jahrhunderts. Die Pietà am Fronbogen und die Figuren der Heiligen Johannes Nepomuk und Judas Thaddäus entstanden in der Mitte des 18. Jahrhunderts.

## Grabdenkmäler
- Es gibt Grabsteine aus 1667 und 1757.